# Баранников, Виликтон Иннокентьевич
Виликто́н (Веллингтон) Инноке́нтьевич Бара́нников (4 июля 1938, Улан-Удэ — 30 ноября 2007, Иволгинский район, Бурятия) — советский боксёр, обладатель Кубка мира 1964 года, серебряный призёр Олимпийских игр 1964 года в Токио, чемпион Европы 1965 года. Заслуженный мастер спорта СССР (1966). Судья международной категории АИБА. Награждён медалью «За трудовую доблесть». Почётный гражданин Республики Бурятия (2005).

## Биография
Родился в семье преподавателей. По национальности бурят. Отец Иннокентий Васильевич был министром просвещения Бурятии и проректором НИИ национальных школ АПН РСФСР, главным редактором журнала «Русский язык в национальной школе». Среди его учеников были лидеры соцстран Цеденбал и Броз Тито. Мать Елена Глебовна более 45 лет преподавала в школе-интернате № 1. Необычное имя Веллингтон получил благодаря деду, который назвал его в честь известного исторического деятеля. Впоследствии его имя несколько раз коверкали при регистрации, пропуская или меняя одну букву. В итоге по последнему паспорту он значился как Виликтон.
Боксом начал заниматься с 11 лет у В. М. Николаева и Р. Ринчинова. В 1950 году выиграл первенство Улан-Удэ среди юношей младшего возраста. В 1954 году стал чемпионом РСФСР среди юношей. В 1955 году поступил на факультет транспорта МВТУ им. Баумана, начав выступать за московский «Буревестник» под руководством тренера И. С. Богаева. В 1957 году победил на Первой Спартакиаде СССР среди студентов. В 1960 году участвовал на Олимпиаде в Риме.
С 1962 года представлял ЦСКА. На Олимпийских играх в Токио 1964 года в финальном бою в лёгком весе Баранников уступил поляку Юзефу Грудзеню и получил серебряную медаль. Через год на чемпионате Европы 1965 года в Берлине взял реванш у Грудзеня и выиграл золото. На чемпионатах СССР 4 раза (1960, 1961, 1962, 1965) удостаивался серебряных медалей. Завершил спортивную карьеру в 1968 году.
Всего провёл 275 боёв, из них в 228 победил. Одинаково хорошо боксировал в левосторонней и правосторонней стойках. Обладал сильным ударом с обеих рук. Неожиданными ударами с дальней дистанции часто заканчивал поединки досрочно.
С 1968 по 1973 год Баранников был представителем министерства обороны на московском заводе им. Лихачёва. С 1974 года, работая в Германии, также был старшим тренером в Группе Советских войск. В 1982 году, вернувшись в Улан-Удэ, преподавал на военной кафедре Восточно-Сибирского технологического института. В 1986—1987 годах служил в звании инженер-подполковника в Сосновом Бору.
Окончив карьеру боксёра, Баранников занялся судейством всесоюзных и международных турниров — в 1987 году был признан лучшим судьёй СССР. Являлся судьёй международной категории АИБА. Занимался широкой общественной работой — организацией международного турнира по боксу «Байкал» (ныне проводимый в память о нём), являлся президентом благотворительного фонда «Байкал Ринг», с 2000 года был советником в Госкомспорте Республики Бурятия и Республиканском агентстве по физической культуре и спорту.
Погиб в 2007 году в возрасте 69 лет в результате дорожно-транспортного происшествия в Иволгинском районе Бурятии на 457 километре автомагистрали М55 «Байкал». Остановившись и выйдя из машины, чтобы оказать помощь лежащему на обочине дороги человеку, был сбит проезжающим автомобилем. Похоронен на городском кладбище Улан-Удэ в посёлке Стеклозавод.

## Семья
- Первый брак — балерина Ольга Шариповна Короткова (1941—2004), народная артистка РСФСР[3].
  - Сын — Олег.
- Второй брак — Дарима, актриса, танцор ансамбля «Байкал».
  - Дочь — Цырена.
- Третий брак — Татьяна Базаровна Вампилова, профессор, директор Институт танца в Академии искусств (г. Улан-Удэ), заслуженный работник культуры Республики Бурятия и Российской Федерации, лауреат премии Правительства РФ «Душа России».
  - Сын — Глеб.
- Сестра — Лариса Иннокентьевна Протасова (1947), советская бурятская балерина, народная артистка Бурятской АССР, заслуженный работник культуры Российской Федерации, кандидат искусствоведения, профессор.